# 聖卡洛斯錫哈
聖卡洛斯錫哈（西班牙語：San Carlos Sija），是危地馬拉的城鎮，位於該國西部，由克薩爾特南戈省負責管轄，面積148平方公里，海拔高度2,630米，2002年人口28,389，人口密度每平方公里191.82人。

## 參考資料

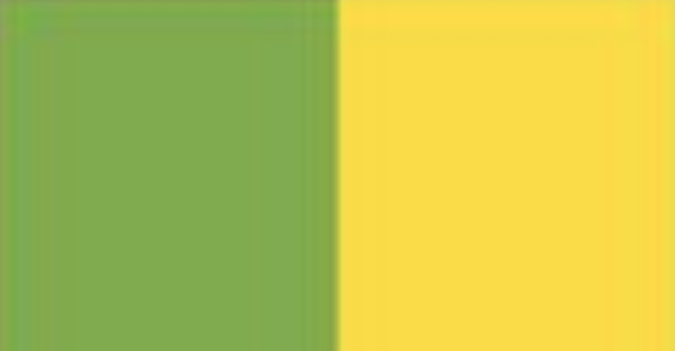
Bandera de Écija oficial en el Valle de Écija, San Carlos Sija Guatemala